# Cordero

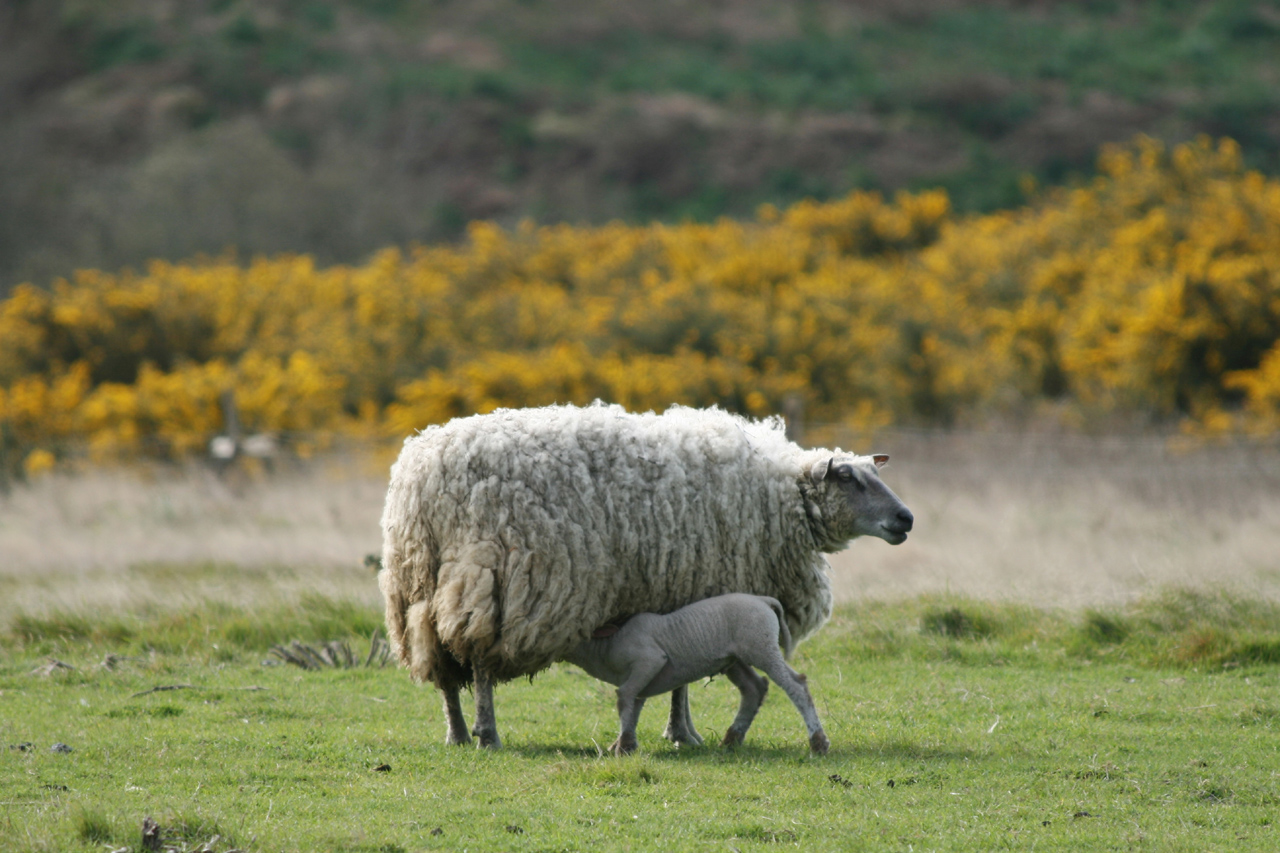
Oveja alimentando a su cordero.

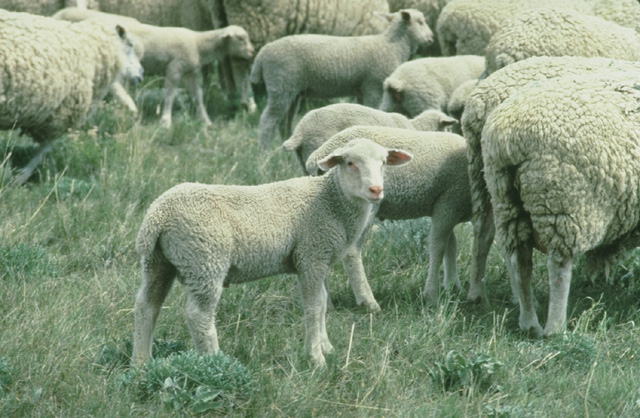
Cordero.

El cordero es el ejemplar animal, de menos de un año, de cualquier especie del género Ovis, en especial de la oveja doméstica; la carne de cordero, procedente de animales de entre un mes y un año de edad y con un peso de entre 5,5 y 25 kg, es la forma principal en que se consumen estas especies. La carne de ovejas mayores se comercializa con otro nombre.
El cordero lechal o lechazo es el que aún no ha sido destetado, típicamente de 20 días a 30 días de edad y con un peso de 5 kg a  6,5 kg. El sabor y textura de la carne de cordero lechal a la parrilla (por ejemplo, en chuletillas) o asada (lechazo asado) se consideran generalmente de mayor calidad que los del cordero mayor. En muchos países es prácticamente imposible encontrar carne de cordero lechal, al considerarse antieconómica su producción.[cita requerida]
El cordero es la especie de carne más antigua de los animales domesticados. Este ha sido criado por los humanos en el Medio Oriente comenzando desde hace 9.000 años. En muchos países, la carne de cordero es la mayor fuente de carne que se consume. 
La carne de cordero es carne proveniente de una oveja menor de un año de edad. Muchos son traídos al comercio de 6 a 8 meses de vida. Si la frase “cordero de primavera” aparece en una etiqueta del paquete de carne, significa que el cordero se llevó a la matanza entre marzo y octubre (depende del hemisferio). Este término proviene de mucho tiempo atrás, cuando los corderos nacían en invierno, en medio de un invierno difícil, con poca probabilidad de sobrevivir hasta el próximo año. Hoy en día, con condiciones más protegidas en la cría de animales domésticos, el disfrutar de la carne de cordero no está confinado a una época en particular del año.[cita requerida]
Un cordero pesa alrededor de 55 kg del cual puede obtenerse de 27 a 33 kg de cortes comerciales de carne de cordero, lo cual incluye hueso y grasa. La carne de carnero es carne proveniente de una oveja mayor de un año de edad. Es usual que sea menos tierna y tiene un sabor más fuerte que la carne de cordero.[cita requerida]
Durante el destete, los corderos se comienzan a alimentar gradualmente de forraje o grano crudo molido. Son criados con heno y comida que contiene maíz, cebada, milo (una especie de sorgo) y /o trigo suplementados con vitaminas y minerales. Los corderos son usualmente “terminados” (crecen hasta la madurez) en corrales de engorde, donde son alimentados con comida especialmente formulada.

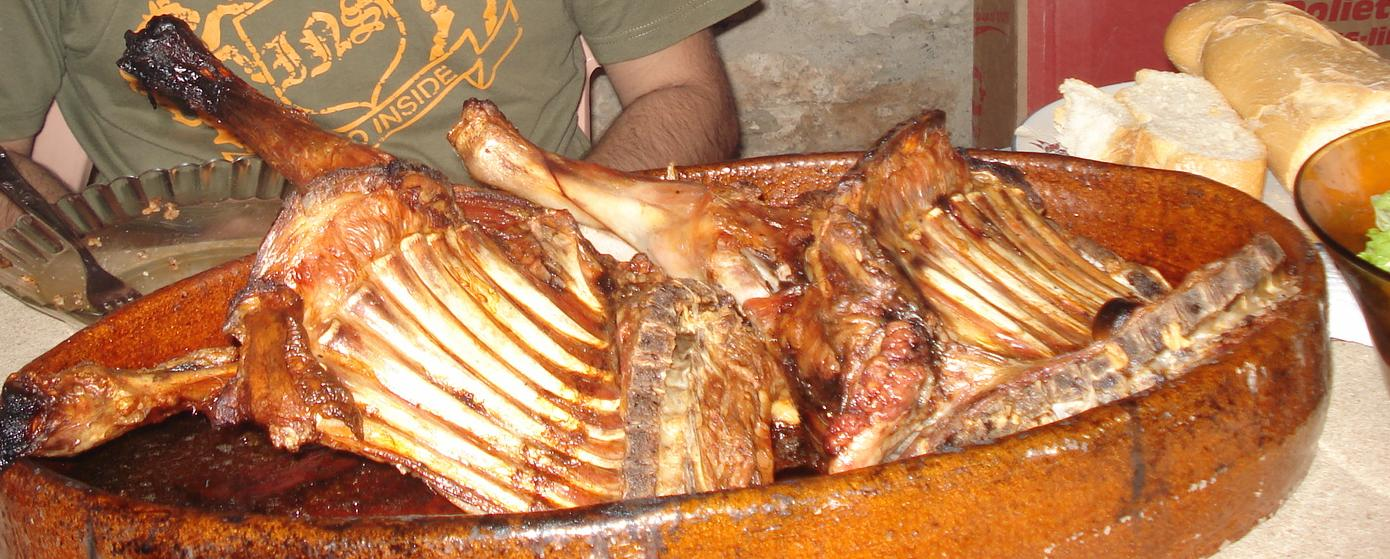
Lechazo asado al estilo castellano, en horno de leña y recipiente de barro.

En Estados Unidos, toda la carne de cordero que se encuentra en las tiendas de venta al por menor pasa por controles sanitarios y de calidad por el Departamento de Agricultura de los Estados Unidos (USDA, por sus siglas en inglés) o inspeccionada por los sistemas del estado, los cuales tienen estándares iguales a los del gobierno federal. Cada cordero y sus órganos internos son inspeccionados para detectar cualquier señal de enfermedad. El sello de “Pasado e Inspeccionado por el USDA” asegura que la carne sea de buena calidad, sana y libre de enfermedades.

## El cordero en la cultura

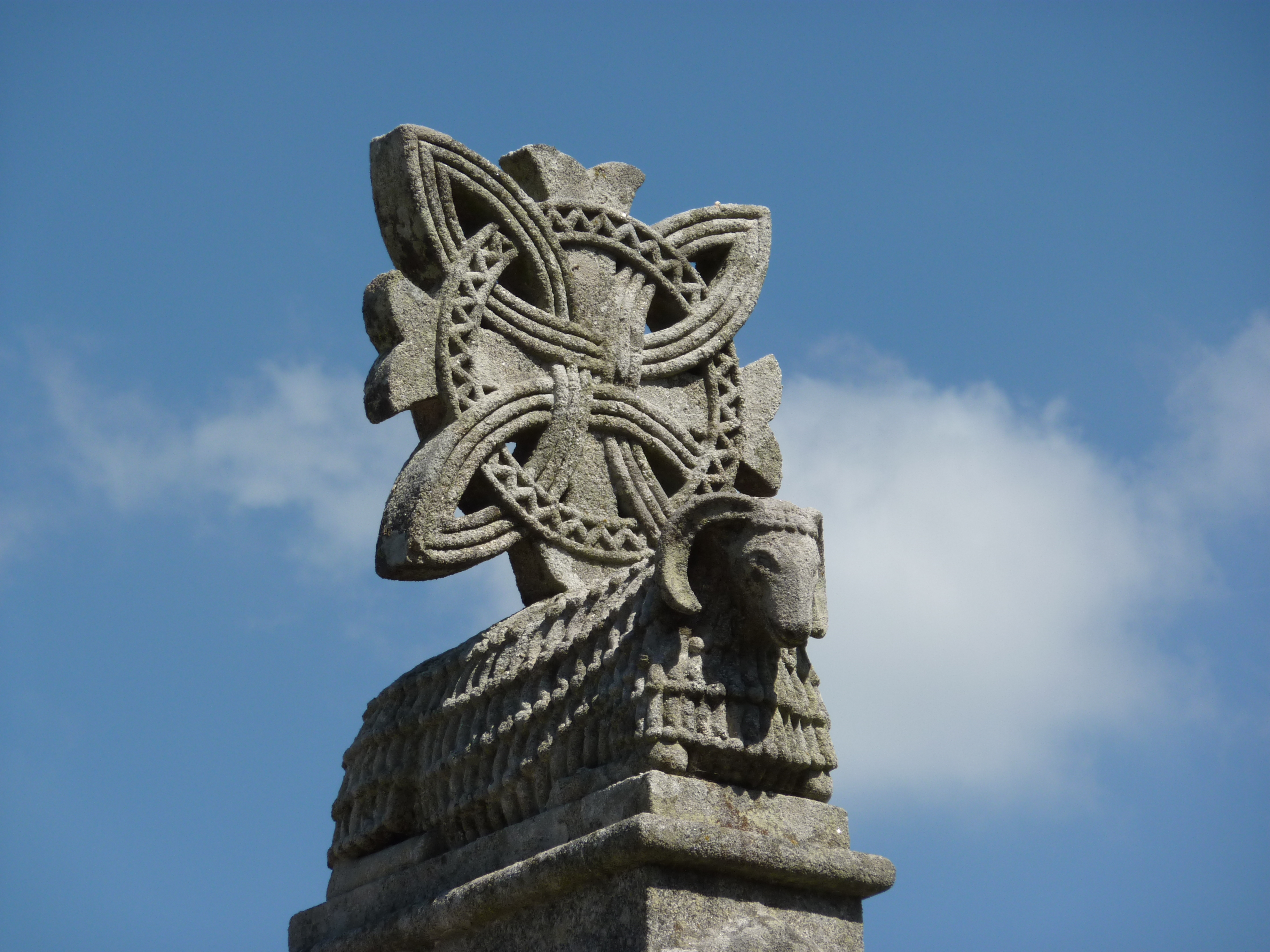
Agnus Dei (Cordero de Dios) con motivos celtas en lo alto de la iglesia de Tállara, Lousame (Galicia).

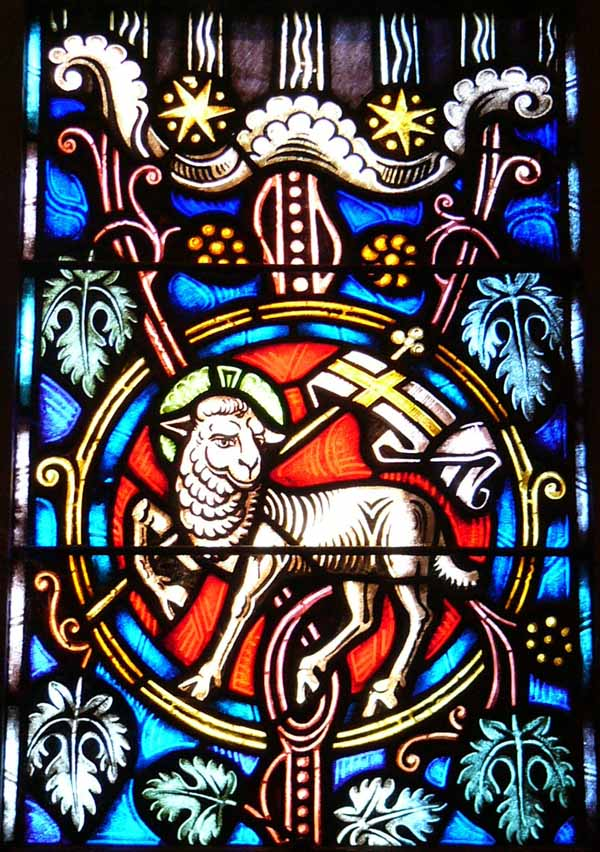
Vidriera con Agnus Dei, llevando un gallardete con la cruz.

El cordero, por el color genérico de su lana, su juventud y docilidad, es representado desde la antigüedad como un símbolo casi universal de dulzura, inocencia, mansedumbre y pureza. Es de resaltar que no se conoce ninguna sociedad que le haya atribuido una simbología negativa.

### Religiones
El cordero es a menudo objeto de sacrificios a los dioses. 

#### Antigüedad
"Un cordero  es el sustituto de un hombre, da un cordero por su vida".
 Pasaje de texto asirio-sumerio. H. Zimmern, Die Keilinschriften und das Alte Testament, p. 597.

#### Judaísmo
Los hebreos, originalmente un pueblo nómada, tenían gran aprecio por el cordero por su aprovechamiento de la carne, la lana y la piel. El cordero es considerado animal puro (casher) y se puede comer en la religión judía. En el Antiguo Testamento existen referencias a sacrificios religiosos de los judíos con corderos sin tara en grandes fiestas como el Pésaj.

#### Cristianismo
En la iconografía cristiana, el cordero lleva la imagen del Hombre cuyo profeta es un pastor, pero también puede igualmente referirse a Jesús, el Cordero de Dios (en latín Agnus Dei), cuyo sacrificio quita el pecado del mundo.  En las representaciones de Adán y Eva después de su caída, la presencia de un cordero recuerda que el pecado original fue redimido por Jesucristo, el Cordero de Dios. Las ilustraciones del sacrificio de Abel le muestran, a veces, llevando un cordero en sus hombros. Los corderos aparecen también en las representaciones del anuncio a los pastores, o la Natividad. También es el atributo de Juan el Bautista, santa Inés, santa Genoveva y san Pascual Bailón.
El cordero se encuentra regularmente en los bestiarios medievales, así como en canciones religiosas (como Agnus Dei). En la tradición cristiana también está asociado con las fiestas de Pascua, donde tradicionalmente solía servirse en la mesa el cordero pascual.

En sus múltiples alegorías artísticas, la de Agnus Dei representando a Cristo, suele llevar un gallardete con una cruz significando su victoria sobre la muerte.

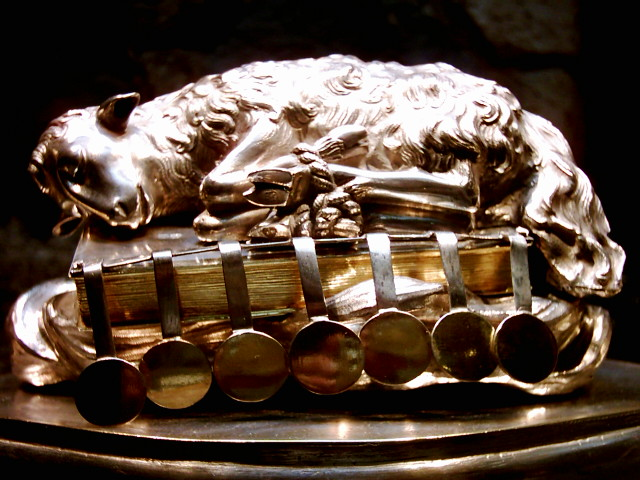
El cordero de Dios en una Biblia del.

#### Islam
En el Islam, el cordero es sacrificado tradicionalmente durante las fiestas Eid al-Adha en conmemoración del sacrificio de Abraham, o para celebrar el final del mes de ayuno, el Ramadán (Eid al-Fitr). El cordero en el sentido estricto de joven oveja sin destetar no puede ser consumido en el islam.

### Heráldica y Numismática

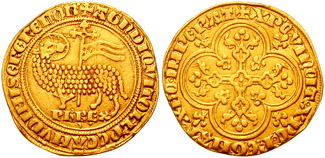
Agnel de oro de Felipe IV de Francia acuñado en 1311.

Se encuentra iconografía del cordero en el escudo heráldico de varias ciudades francesas como Grasse, Carcasona, Rouen o Lannion. Es también el emblema de las corporaciones de pañeros.
Luis IX de Francia, a finales del siglo XIII, hizo acuñar una moneda de oro (metal puro por excelencia), el Agnel, denominado "agnel de oro" o "cordero de oro" por la representación que tenía del Agnus Dei.